# Achille Cruciani
Achille Cruciani (Trevi, 30 giugno 1920 – 17 giugno 1975) è stato un politico italiano.

## Biografia
Fu parlamentare nella terza e quarta legislatura tra le file del Movimento Sociale Italiano. Ne fu anche membro del consiglio direttivo alla camera dal 1º gennaio 1961 al termine della III legislatura e dal 1º luglio 1963 alla fine della IV. Fu autore alla camera di 312 interventi e 237 progetti di legge. Morì nel 1975.

## Incarichi
III Legislatura della Repubblica italiana
- XIII Commissione lavoro - assistenza e previdenza sociale – cooperazione. Membro dal 12 giugno 1958 al 15 maggio 1963.
- Commissione parlamentare per il parere sulle norme di cui agli articoli 31 e 32 della legge 2 giugno 1961, n. 454, concernente il piano quinquennale per lo sviluppo dell'agricoltura. Membro dal 12 dicembre 1961 al 15 maggio 1963.

IV Legislatura della Repubblica italiana
- XIII Commissione lavoro - assistenza e previdenza sociale – cooperazione. Membro dal 1 luglio 1963 al 4 giugno 1968.
- Commissione speciale per l'esame dei progetti di legge aventi per oggetto la disciplina dei contratti di locazione degli immobili urbani. Membro dal 18 maggio 1965 al 4 giugno 1968.